# UFC Fight Night: Barboza vs. Murphy
UFC Fight Night: Barboza vs. Murphy（ユーエフシー・ファイトナイト：バルボーザ・バーサス・マーフィー、別名UFC Fight Night 241、UFC on ESPN+ 99）は、アメリカ合衆国の総合格闘技団体「UFC」の大会の一つ。2024年5月18日、ネバダ州ラスベガスのUFC APEXで開催された。

## 大会概要
本大会はエジソン・バルボーザとリローン・マーフィーのフェザー級戦が組まれた。

## 試合結果

### プレリミナリーカード
第1試合 女子ストロー級 5分3R
○  バネッサ・デモポロス vs.  エミリー・デュコテ ×
3R終了 判定2-1（28-29、29-28、29-28）
第2試合 バンタム級 5分3R
○  アラテン・ヘイリ vs.  クレイドソン・ホドリゲス ×
3R終了 判定3-0（30-27、30-27、29-28）
第3試合 女子ストロー級 5分3R
○  アリアネ・カルネロッシ vs.  ピエラ・ホドリゲス ×
2R 3:16 失格（バッティング）
第4試合 ミドル級 5分3R
○  アブス・マゴメドフ vs.  ワーレイ・アウヴェス ×
3R終了 判定3-0（30-26、30-26、30-26）
第5試合 女子バンタム級 5分3R
○  メリッサ・ガト vs.  タミレス・ビダル ×
3R 0:37 TKO（ボディブロー）
第6試合 ライトヘビー級 5分3R
○  ウマル・シー vs.  トゥコ・トコス ×
1R 3:43 ネッククランク
第7試合 ライト級 5分3R
○  トム・ノーラン vs.  ビクター・マルティネス ×
1R 3:50 TKO（ボディへの膝蹴り→パウンド）

### メインカード
第8試合 女子ストロー級 5分3R
○  アンジェラ・ヒル vs.  ルアナ・ピニェーロ ×
2R 4:12 ギロチンチョーク
第9試合 バンタム級 5分3R
○  エイドリアン・ヤネス vs.  ヴィニシウス・サルバドール ×
1R 2:47 TKO（右フック→パウンド）
第10試合 ウェルター級 5分3R
○  テンバ・ゴリンボ vs.  ラミズ・ブラヒマイ ×
3R終了 判定3-0（30-27、30-27、30-27）
第11試合 ウェルター級 5分3R
○  ケイオス・ウィリアムズ vs.  カールストン・ハリス ×
1R 1:30 KO（右フック）
第12試合 フェザー級 5分5R
○  リローン・マーフィー vs.  エジソン・バルボーザ ×
5R終了 判定3-0（49-46、50-45、50-45）

### 各賞
ファイト・オブ・ザ・ナイト：リローン・マーフィー vs. エジソン・バルボーザ
パフォーマンス・オブ・ザ・ナイト：ケイオス・ウィリアムズ、アンジェラ・ヒル
各選手にはボーナスとして5万ドルが授与された。

### カード変更
負傷などによるカードの変更は以下の通り。